# Ptolemaida Hermia
Ptolemaida Hermia o Ptolemais Hermiou fue una ciudad situada en el Alto Egipto, a unos 120 km al norte de Tebas, en la orilla derecha del Nilo, donde actualmente se ubica la ciudad de Menshiyeh. Es una de las tres ciudades griegas del Antiguo Egipto, junto con Naucratis y Alejandría.
Fundada por Ptolomeo I Sóter para sustituir a Tebas como capital de Tebaida, sobre un pueblo indígena llamado Psoi, recibió desde su origen el estatus de ciudad griega. Para diferenciarla de otras localidades que también llevaban el nombre de Ptolemaida, a menudo se designaba como Ptolemaida Hermia.
Al igual que Alejandría, la ciudad estaba dividida en tribus y en demos, y parece que sus habitantes disfrutaban de los mismos privilegios que los alejandrinos. En la época romana, la ciudad tenía un consejo, una asamblea popular (demos), un consejo ejecutivo (koinón) y tribunales específicos.
El papiro Sammelbuch 9016 permite conocer los privilegios concedidos a la ciudad. Se trata de la copia del acta de una audiencia con el antarchiereus, es decir, el funcionario que ostenta el cargo de archiereus, director de cultos, alto funcionario alejandrino. Las autoridades locales de Coptos, al norte de Tebas, y las de Ptolemaida se enfrentaron por el privilegio, concedido por los Ptolomeos a la ciudad, que le permitía designar por decreto a los sacerdotes del templo de Ptolomeo I Sóter de Coptos y recibir los beneficios. El papiro reúne tres documentos: uno del prefecto y los otros dos de un idiólogo. Se trata de sentencias a favor de este derecho presentadas como precedentes. La sentencia del antarchiereus se ha perdido por la rotura del texto, pero es probable que también fuera favorable a la ciudad de Ptolemaida. En la columna II, el papiro atribuye al epistratego, funcionario imperial, y no a los funcionarios locales, el derecho de inspeccionar el mobiliario y las ofrendas del templo. Aunque Ptolemaida conservaba una cierta autonomía administrativa, y a pesar de que el poder romano reconocía el privilegio de la ciudad, Roma se reservaba el derecho a controlar los asuntos municipales.